# オヴォッダ
オヴォッダ（イタリア語: Ovodda）は、イタリア共和国サルデーニャ自治州ヌーオロ県にある、人口約1,600人の基礎自治体（コムーネ）。

## 地理

### 位置・広がり

#### 隣接コムーネ
隣接するコムーネは以下の通り。
- デーズロ
- フォンニ
- ガヴォーイ
- オッロラーイ
- テーティ
- ティーアナ